# Entissar Amer
Pour les articles homonymes, voir Amer.
Entissar Mohammed Amer (en arabe : انتصار محمد عامر), née le 3 décembre 1956 au Caire (Égypte), est l'épouse du président de la république arabe d'Égypte, Abdel Fattah al-Sissi, et Première dame du pays depuis 2014.

## Biographie

### Origines, études et vie familiale
Elle grandit dans le quartier commerçant de Bab-el Sharia au Caire, déclarant être issue d'un milieu « populaire ». Cousine maternelle de son mari, elle l'épouse en 1977 lorsque celui-ci acquiert la qualité de militaire après ses études. Le couple a quatre enfants : trois fils et une fille. Entissar Amer confiera plus tard qu'Abdel Fattah al-Sissi avait deviné qu'elle serait une « bonne épouse responsable » pour un « officier qui sera peu présent ». Lors du mariage, elle venait de terminer sa scolarité secondaire ; par la suite, elle obtient une licence de commerce à l'université Ain Shams au Caire puis s'occupe de l'éducation de ses enfants. 
Ses origines tranchent avec celles des Premières dames Suzanne Moubarak et Asma el-Assad, qui ont grandi dans un milieu bourgeois anglophone et fréquenté de grandes universités à l'étranger.

### Dans l'ombre de l'ascension de son mari
Elle reste discrète durant l'ascension militaire et politique de son époux. Ainsi, son âge et ses origines sont un temps inconnus du grand public, elle n'a quasiment jamais accordé d'interview à la presse égyptienne ou étrangère et ne se montre publiquement au côté d'al-Sissi qu'à titre exceptionnel, comme lorsqu'il s'agit d'accueillir les invités de marque de l'État égyptien.
Pieuse, Entissar Amer porte le hijab, mais il semble que lorsque le couple al-Sissi séjournait aux États-Unis en 2006, elle portait le niqab, c'est-à-dire le voile intégral. Depuis, afin de démentir les rumeurs de rigorisme religieux, elle porte un voile montrant sa nuque découverte.
Les médias égyptiens commencent à s'intéresser à elle lorsque le président islamiste Mohamed Morsi est renversé par un coup d'État militaire appuyé et soutenu par son mari. Présentée comme l'épouse de l'homme le plus puissant du pays, Entissar Amer n'a cependant pas accepté de se mettre en avant, tout comme elle a refusé de participer à la campagne présidentielle de son époux pour l'élection présidentielle du mois de juin 2014.

### Première dame d'Égypte

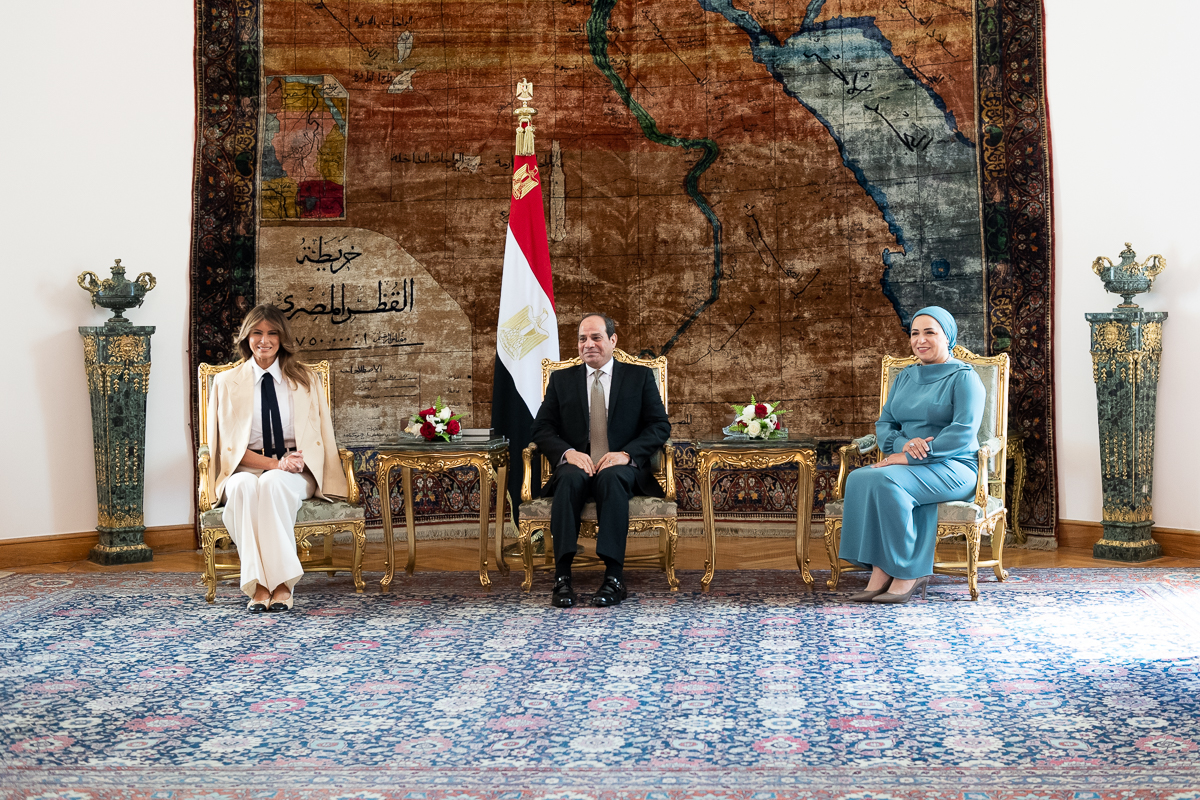
Le couple présidentiel égyptien avec la Première dame des États-Unis Melania Trump en 2018.

Une fois celui-ci investi chef de l'État, la nouvelle Première dame du pays apparaît pour la première fois, silencieuse, lors d'une cérémonie militaire. Elle rend ensuite visite à des jeunes femmes victimes d'agressions sexuelles sur la place Tahrir lors des événements révolutionnaires de 2011. La presse a présenté cet événement comme son premier geste de Première dame. En 2015, elle accompagne son mari lors d'une visite d'État à Bahreïn. Les journaux égyptiens ont cependant à l'époque l'interdiction de lui consacrer des articles. Cette mise en retrait assumée s'explique par le souvenir de l'influence de Suzanne Moubarak sur la politique égyptienne. « Tout cela a conduit le régime à vouloir cacher Intissar al-Sissi » note le professeur de sciences politiques Saïd Sadeq.
Sissi est réélu président en 2018 après avoir muselé l'opposition et purgé les institutions. « Son pouvoir se resserre autour de son clan familial » note Jeune Afrique, conduisant à un virage en matière d'image concernant Entissar Amer et à sa mise en avant progressive, « qui n’est pas sans rappeler la communication, axée sur la charité, de Suzanne Moubarak ». Le 8 mars 2020, lors de la Journée internationale des droits des femmes, Entissar Amer décore des femmes pionnières dans plusieurs domaines (arts, armée, université, etc.). Cet évènement médiatisé marque un tournant. Désormais, Entissar Amer « participe à des activités perçues comme traditionnellement féminines et apolitiques, comme l’inauguration d’orphelinats de jeunes filles » poursuit l'hebdomadaire, estimant qu'elle habille son conservatisme d'un vernis de modernité.
Durant l'été 2019, le couple Sissi est l'objet de critiques d'un ancien proche en exil, Mohamed Ali, qui affirme qu'ils ont dépensé des milliards d'argent public pour se payer de luxueuses résidences. Alors que la population est touchée par une cure d'austérité, des manifestations éclatent et des milliers de personnes sont arrêtées.